# Episodi di NCIS - Unità anticrimine (quindicesima stagione)
La quindicesima stagione della serie televisiva NCIS - Unità anticrimine, composta da 24 episodi, è andata in onda in prima visione assoluta negli Stati Uniti d'America sul canale CBS, dal 26 settembre 2017 al 22 maggio 2018.
In Italia, la prima parte della stagione (episodi nº 1-15) è stata trasmessa su Rai 2 dal 4 febbraio al 20 maggio 2018. Il 17 settembre la serie è tornata in onda con i primi due episodi della seconda; i restanti sono stati trasmessi dal 7 ottobre al 25 novembre. Il 4 novembre la serie non è andata in onda per lasciare spazio a uno speciale del Tg2 sul maltempo in Italia.
| nº | Titolo originale         | Titolo italiano               | Prima TV USA      | Prima TV Italia   |
| -- | ------------------------ | ----------------------------- | ----------------- | ----------------- |
| 1  | House Divided            | I nostri uomini               | 26 settembre 2017 | 4 febbraio 2018   |
| 2  | Twofer                   | Due al prezzo di uno          | 3 ottobre 2017    | 11 febbraio 2018  |
| 3  | Exit Strategy            | Exit Strategy                 | 10 ottobre 2017   | 18 febbraio 2018  |
| 4  | Skeleton Crew            | Tempesta in arrivo            | 17 ottobre 2017   | 25 febbraio 2018  |
| 5  | Fake It 'Til You Make It | Le ferite dello spirito       | 24 ottobre 2017   | 4 marzo 2018      |
| 6  | Trapped                  | Qui pro quo                   | 31 ottobre 2017   | 11 marzo 2018     |
| 7  | Burden of Proof          | Un ragionevole dubbio         | 7 novembre 2017   | 18 marzo 2018     |
| 8  | Voices                   | Voci                          | 14 novembre 2017  | 25 marzo 2018     |
| 9  | Ready or Not             | Il cerchio della vita         | 21 novembre 2017  | 8 aprile 2018     |
| 10 | Double Down              | Vecchi trucchi e nuove strade | 12 dicembre 2017  | 15 aprile 2018    |
| 11 | High Tide                | Oltre la linea                | 2 gennaio 2018    | 22 aprile 2018    |
| 12 | Dark Secrets             | Doppia vita                   | 9 gennaio 2018    | 29 aprile 2018    |
| 13 | Family Ties              | Per un'amica                  | 23 gennaio 2018   | 6 maggio 2018     |
| 14 | Keep Your Friends Close  | Tieniti stretti gli amici     | 6 febbraio 2018   | 13 maggio 2018    |
| 15 | Keep Your Enemies Closer | Tieniti più stretti i nemici  | 27 febbraio 2018  | 20 maggio 2018    |
| 16 | Handle with Care         | Maneggiare con cura           | 6 marzo 2018      | 17 settembre 2018 |
| 17 | One Man's Trash          | Meglio tardi che mai          | 13 marzo 2018     | 17 settembre 2018 |
| 18 | Death from Above         | Morte dall'alto               | 27 marzo 2018     | 7 ottobre 2018    |
| 19 | The Numerical Limit      | La vida mala                  | 3 aprile 2018     | 14 ottobre 2018   |
| 20 | Sight Unseen             | Una luce nel buio             | 17 aprile 2018    | 21 ottobre 2018   |
| 21 | One Step Forward         | Un passo avanti               | 1º maggio 2018    | 28 ottobre 2018   |
| 22 | Two Steps Back           | Due passi indietro            | 8 maggio 2018     | 11 novembre 2018  |
| 23 | Fallout                  | Conseguenze                   | 15 maggio 2018    | 18 novembre 2018  |
| 24 | Date with Destiny        | Appuntamento col destino      | 22 maggio 2018    | 25 novembre 2018  |

## I nostri uomini
- Titolo originale: House Divided
- Diretto da: Tony Wharmby
- Scritto da: Steven D. Binder

### Trama
Sono trascorsi due mesi dalla scomparsa degli agenti Gibbs e McGee in Paraguay. Il team fa di tutto per scoprire quale sorte è toccata ai due colleghi.
- Ascolti Italia: telespettatori 1 889 000 – share 7,20%[3]

## Due al prezzo di uno
- Titolo originale: Twofer
- Diretto da: James Whitmore Jr.
- Scritto da: Scott Williams

### Trama
L'NCIS indaga sulla morte di un tenente della marina, di cui si erano perse le tracce da tempo; Gibbs e McGee devono sottoporsi a una valutazione psicologica prima di riprendere a lavorare.
- Ascolti Italia: telespettatori 2 085 000 – share 7,77%[4]

## Exit Strategy
- Titolo originale: Exit Strategy
- Diretto da: Terrence O'Hara
- Scritto da: Christopher J. Waild

### Trama
Quando un poliziotto in incognito ricompare all'improvviso, dopo aver simulato la morte dieci anni prima, la squadra vuole vederci chiaro.
- Ascolti Italia: telespettatori 2 036 000 – share 7,39%[5]

## Tempesta in arrivo
- Titolo originale: Skeleton Crew
- Diretto da: Rocky Carroll
- Scritto da: Jennifer Corbett

### Trama
La squadra dell'NCIS e l'agente speciale Jacqueline Sloane, recentemente trasferita, indagano sul rapimento di un marinaio, avvenuto durante una violenta tempesta.
- Ascolti Italia: telespettatori 2 126 000 – share 7,52%[6]

## Le ferite dello spirito
- Titolo originale: Fake It 'Til You Make It
- Diretto da: Thomas J. Wright
- Scritto da: David J. North

### Trama
Reeves assiste al rapimento della sua amica. La squadra dell'NCIS scopre che il principale indiziato è scomparso. Inoltre, una foto privata di McGee adolescente diventa di dominio pubblico.
- Ascolti Italia: telespettatori 2 134 000 – share 7,90%[7]

## Qui pro quo
- Titolo originale: Trapped
- Diretto da: Bethany Rooney
- Scritto da: Brendan Fehily

### Trama
Un sottufficiale della marina viene trovato morto in un campo da golf dove lavorava per arrotondare lo stipendio. Il team di Gibbs indaga e scopre il coinvolgimento del cartello della droga di Suarez. Nel frattempo Torres per errore invia una consistente donazione ad un centro disabili sostenuto da Palmer.
- Ascolti Italia: telespettatori 2 104 000 – share 7,64%[8]

## Un ragionevole dubbio
- Titolo originale: Burden of Proof
- Diretto da: Dennis Smith
- Scritto da: Gina Lucita Monreal

### Trama
Il detenuto Gabriel Hicks, accusato di aver assassinato un colonnello della Marina, riesce a farsi scagionare e l'NCIS viene incolpata di averlo incastrato. La squadra riapre dunque il caso nel tentativo di arrivare finalmente ad una soluzione.
- Ascolti Italia: telespettatori 1 894 000 – share 6,78%[9]

## Voci
- Titolo originale: Voices
- Diretto da: Tony Wharmby
- Scritto da: Steven D. Binder

### Trama
Mentre McGee e Delilah scoprono di essere in attesa di una coppia di gemelli, il team indaga sul ritrovamento di un cadavere da parte di una donna che fa jogging. Il delitto parrebbe avere più di un movente.
- Ascolti Italia: telespettatori 1 895 000 – share 7,14%[10]

## Il cerchio della vita
- Titolo originale: Ready or Not
- Diretto da: Terrence O'Hara
- Scritto da: Scott Williams

### Trama
La squadra di Gibbs indaga su un trafficante di armi che ha ucciso un agente inglese dell'MI5 amico di Sloane. Nel frattempo Abby accompagna Delilah in ospedale in quanto le si sono rotte le acque.
- Ascolti Italia: telespettatori 1 939 000 – share 7,27%[11]

## Vecchi trucchi e nuove strade
- Titolo originale: Double Down
- Diretto da: Alrick Riley
- Scritto da: Christopher J. Waild

### Trama
Mentre Torres e Sloane sono in trasferta in Afghanistan come guardie del corpo di un vecchio senatore amico di Gibbs, il resto della squadra indaga sull'incidente che ha colpito suo figlio.
- Ascolti Italia: telespettatori 2 005 000 – share 7,72%[12]

## Oltre la linea
- Titolo originale: High Tide
- Diretto da: Tony Wharmby
- Scritto da: David J. North e Steven D. Binder

### Trama
Il team di Gibbs indaga sulla morte di un ragazzo coinvolto nel commercio della droga. Torres e Bishop lavorano sotto copertura per scoprire chi è a capo del giro di droga.
- Ascolti Italia: telespettatori 1 802 000 – share 6,96%[13]

## Doppia vita
- Titolo originale: Dark Secrets
- Diretto da: Bethany Rooney
- Scritto da: George Schenck e Frank Cardea

### Trama
Una giovane marine viene trovata morta impiccata. Le indagini portano la squadra a scoprire oscuri segreti che si celavano dietro alla vita apparentemente tranquilla della donna, prossima al matrimonio.
- Ascolti Italia: telespettatori 1 674 000 – share 7,03%[14]

## Per un'amica
- Titolo originale: Family Ties
- Diretto da: Rocky Carroll
- Scritto da: Brendan Fehily

### Trama
Il team di Gibbs indaga sulla morte di un marine avvenuta a seguito di un incidente stradale. Nel frattempo Vance viene contattato dalla Polizia che ha arrestato sua figlia per furto.
- Ascolti Italia: telespettatori 2 104 000 – share 8,33%[15]

## Tieniti stretti gli amici
- Titolo originale: Keep Your Friends Close
- Diretto da: Mark Horowitz
- Scritto da: Gina Lucita Monreal

### Trama
Il team di Gibbs indaga sulla morte di un marine con l'aiuto dell'ex agente FBI Fornell, divenuto investigatore privato.
- Ascolti Italia: telespettatori 1 905 000 – share 7,72%[16]

## Tieniti più stretti i nemici
- Titolo originale: Keep Your Enemies Closer
- Diretto da: Thomas J. Wright
- Scritto da: Jennifer Corbett

### Trama
Il team di Gibbs indaga sulla morte dell'avvocato di Gabriel Hicks, un presunto serial killer, scagionato erroneamente da Gibbs.
- Ascolti Italia: telespettatori 2 003 000 – share 8,24%[17]

## Maneggiare con cura
- Titolo originale: Handle with Care
- Diretto da: Alrick Riley
- Scritto da: Scott J. Jarrett e Matthew R. Jarrett

### Trama
Il team deve provare l'innocenza di un Sergente in pensione, rimasto prigioniero dei ribelli per anni, quando in alcuni pacchi spediti ai Marine in servizio attivo viene rinvenuto del cianuro. 
- Ascolti Italia: telespettatori 1 426 000 – share 5,79%[18]

## Meglio tardi che mai
- Titolo originale: One Man's Trash
- Diretto da: Michael Zinberg
- Scritto da: Scott Williams

### Trama
Un antico bastone da guerra porta l'NCIS, in particolare Gibbs e Ducky, ad indagare su un omicidio avvenuto 16 anni prima.
- Ascolti Italia: telespettatori 1 267 000 – share 5,85%[18]

## Morte dall'alto
- Titolo originale: Death from Above
- Diretto da: Rocky Carroll
- Scritto da: Donald P. Bellisario

### Trama
Una giornata apparentemente noiosa viene scossa da un'esplosione sul tetto degli uffici dell'NCIS, con tanto di cadavere.
- Ascolti Italia: telespettatori 1 636 000 – share 6,76%[19]

## La vida mala
- Titolo originale: The Numerical Limit
- Diretto da: Leslie Libman
- Scritto da: David J. North e Steven D. Binder

### Trama
Gibbs ottiene la custodia protettiva di una rifugiata orfana di 10 anni, Elena, quando un caso dell'NCIS rivela che è il bersaglio di una banda violenta.
- Ascolti Italia: telespettatori 1 877 000 – share 7,27%[20]

## Una luce nel buio
- Titolo originale: Sight Unseen
- Diretto da: Bethany Rooney
- Scritto da: Brendan Fehily

### Trama
L'NCIS cerca un sottufficiale sospettato di aggressione, fuggito quando lo sceriffo che lo trasporta finisce con l'auto in un lago. Inoltre, Torres lavora a stretto contatto con Annie Barth, una testimone cieca che gli fornisce le prove necessarie per risolvere il caso. Torres porta Annie a pranzo, il che sembra infastidire Bishop.
- Altri interpreti: Marilee Talkington (Annie Barth)
- Ascolti Italia: telespettatori 1 476 000 – share 5,66%[21]

## Un passo avanti
- Titolo originale: One Step Forward
- Diretto da: James Withmore Jr.
- Scritto da: Gina Lucita Monreal

### Trama
Una giovane donna supplica Gibbs di indagare sull'omicidio di sua madre perché crede che la polizia abbia condannato l'uomo sbagliato. Abby riceve una prenotazione per una cena in un ristorante esclusivo e si fa accompagnare da Reeves. Usciti dal locale, Abby e Reeves vengono minacciati in un vicolo da un rapinatore, che estrae una pistola chiedendo soldi. Reeves gli passa il portafoglio, ma Abby si offre di aiutarlo, chiedendogli di rinunciare alla rapina. Il rapinatore apre il fuoco contro i due.
- Ascolti Italia: telespettatori 1 694 000 – share 6,40%[22]

## Due passi indietro
- Titolo originale: Two Steps Back
- Diretto da: Michael Zinberg
- Scritto da: Jennifer Corbett

### Trama
Reeves muore per le ferite riportate nella sparatoria con il rapinatore; istintivamente ha protetto Abby, che è rimasta gravemente ferita e finisce in ospedale. Le prove rivelano che Abby è stata bersaglio di un sicario, per cui il team deve cercare tra i vecchi fascicoli per determinare chi sta cercando vendetta. Il rapinatore è stato assunto da Robert King, che aveva motivi di rancore nei confronti di Abby. Dopo aver fatto arrestare King, Abby va a vegliare il cadavere di Reeves nella sala delle autopsie e gli promette di portare avanti il suo desiderio di fondare un ente di beneficenza nella sua nativa Londra, decidendo di lasciare l'NCIS per portare avanti il progetto.
- Nota: questa è l'ultimo episodio in cui appaiono Pauley Perrette (interprete di Abby Sciuto) e Duane Henry (interprete di Clayton Reeves).
- Ascolti Italia: telespettatori 1 780 000 – share 6,90%[24]

## Conseguenze
- Titolo originale: Fallout
- Diretto da: Terrence O'Hara
- Scritto da: David J. North e Christopher J. Waild

### Trama
Mentre Gibbs partecipa al servizio funebre per un amico che si è perso in mare, scopre che il defunto, il Capitano della Marina Phillip Brooks, si è nascosto in un rifugio antiatomico dopo che la sua barca è stata attaccata e ha nuotato fino a riva. Nel frattempo, il team NCIS deve fare i conti con la realtà della perdita di un altro agente.
- Altri interpreti: Don Lake (Phillip Brooks)
- Ascolti Italia: telespettatori 1 925 000 – share 7,51%[25]

## Appuntamento col destino
- Titolo originale: Date with Destiny
- Diretto da: Tony Wharmby
- Scritto da: David J. North e Christopher J. Waild

### Trama
Durante un appuntamento al buio organizzato da McGee e Delilah, Sloane incontra un uomo che riconosce come uno degli aguzzini che l'avevano rapita e torturata durante il suo periodo di servizio in Afghanistan, e viene arrestata per averlo aggredito. Nel frattempo, il team dell'NCIS indaga su un cacciatorpediniere navale per una potenziale minaccia di bomba, che in seguito si rivela essere un falso rapporto dato dal figlio del capitano, desideroso di passare più tempo con suo padre. Vance, Sloane e McGee indagano sull'identità del rapitore di Sloane e scoprono che l'uomo non identificato è Nigel Hakim, un operatore umanitario britannico collegato all'ambasciata britannica. Dopo aver riprodotto una registrazione audio per un ufficiale della Marina catturato con Sloane, Hakim viene identificato correttamente come il rapitore. Mentre Sloane tenta di assassinare Hakim, Gibbs interviene e offre il suo aiuto per arrestarlo. Gli sforzi di Sloane si dimostrano inutili quando la squadra viene a sapere che Hakim ha già lasciato il Paese su un altro aereo. L'episodio si conclude con il rapimento di Vance per opera di Hakim.
- Altri interpreti: Pej Vahdat (Nigel Hakim)

- Ascolti Italia: telespettatori 1 845 000 – share 7,14%[26]